# Nechlin
Nechlin ist ein Ortsteil der amtsfreien Gemeinde Uckerland im Landkreis Uckermark in Brandenburg.

## Geographie
Der Ort liegt 9 Kilometer südwestlich von Pasewalk und 14 Kilometer nördlich von Prenzlau. Die Nachbarorte sind Nechlin Ausbau und Brietzig im Norden, Schmarsow im Nordosten, Schmarsow Ausbau und Nieden im Osten, Malchow und Göritz im Südosten, Bandelow und Bandelow-Siedlung im Südwesten, Trebenow im Westen sowie Werbelow im Nordwesten.

## Verkehrsanbindung
Nechlin liegt an der Bahnstrecke Angermünde–Stralsund und wird als letzter Haltepunkt derselben im Land Brandenburg von der Regional-Expresslinie RE 3 Stralsund – Berlin – Falkenberg (Elster) bedient.